# Il gobbo
Il gobbo è un film del 1960 diretto da Carlo Lizzani.

## Trama
Alvaro Cosenza è un giovane partigiano immigrato del sud, il quale, nella Roma occupata dai tedeschi, prende le armi contro di loro ma, dopo la liberazione, insieme ai componenti della sua banda inizia una serie di attività illecite che gli conferiscono la fama di pericoloso bandito.
Il suo principale nemico durante il fascismo è il commissario Moretti, padre di Nina, la donna che ha scoperto di amare dopo averla violentata e messa incinta in sfregio al funzionario; questi viene quindi ucciso da Alvaro dopo che il commissario, scoperta la violenza subita dalla figlia, ha cercato di farlo uccidere dai suoi stessi compagni, millantando una collaborazione con lui.
Nina, scoperta l'azione di Alvaro, dapprima abortisce e poi, rimasta sola dopo la morte del padre, si lega a Leandro, un ex partigiano, rimasto monco a seguito del pestaggio subito da Moretti, che la avvia ad un'attività di prostituzione ma, dopo avere nuovamente incontrato Alvaro, scopre di amarlo ancora.

## Commento
Il film si ispira alla vera storia di Giuseppe Albano, detto il "gobbo del Quarticciolo" ed è ambientato sullo sfondo dell'occupazione nazista e del primo dopoguerra delle borgate romane, rappresentate con realismo da Lizzani.
Inoltre la trama racconta solo parzialmente la reale storia di Giuseppe Albano, traendone solo alcuni (seppur rilevanti) spunti. Da segnalare in questo film una delle prime apparizioni sullo schermo di Pier Paolo Pasolini nella parte di Leandro detto "er monco".

## Distribuzione
Trasmesso in RAI per la prima volta nel 1975, pochi mesi prima dell'uccisione di Pier Paolo Pasolini, con la secca raccomandazione della visione ad un solo pubblico adulto per la crudezza del soggetto e per la sequenza drammatica in cui l'attrice Anna Maria Ferrero è vista di schiena.